# 高猶太會堂 (克拉科夫)

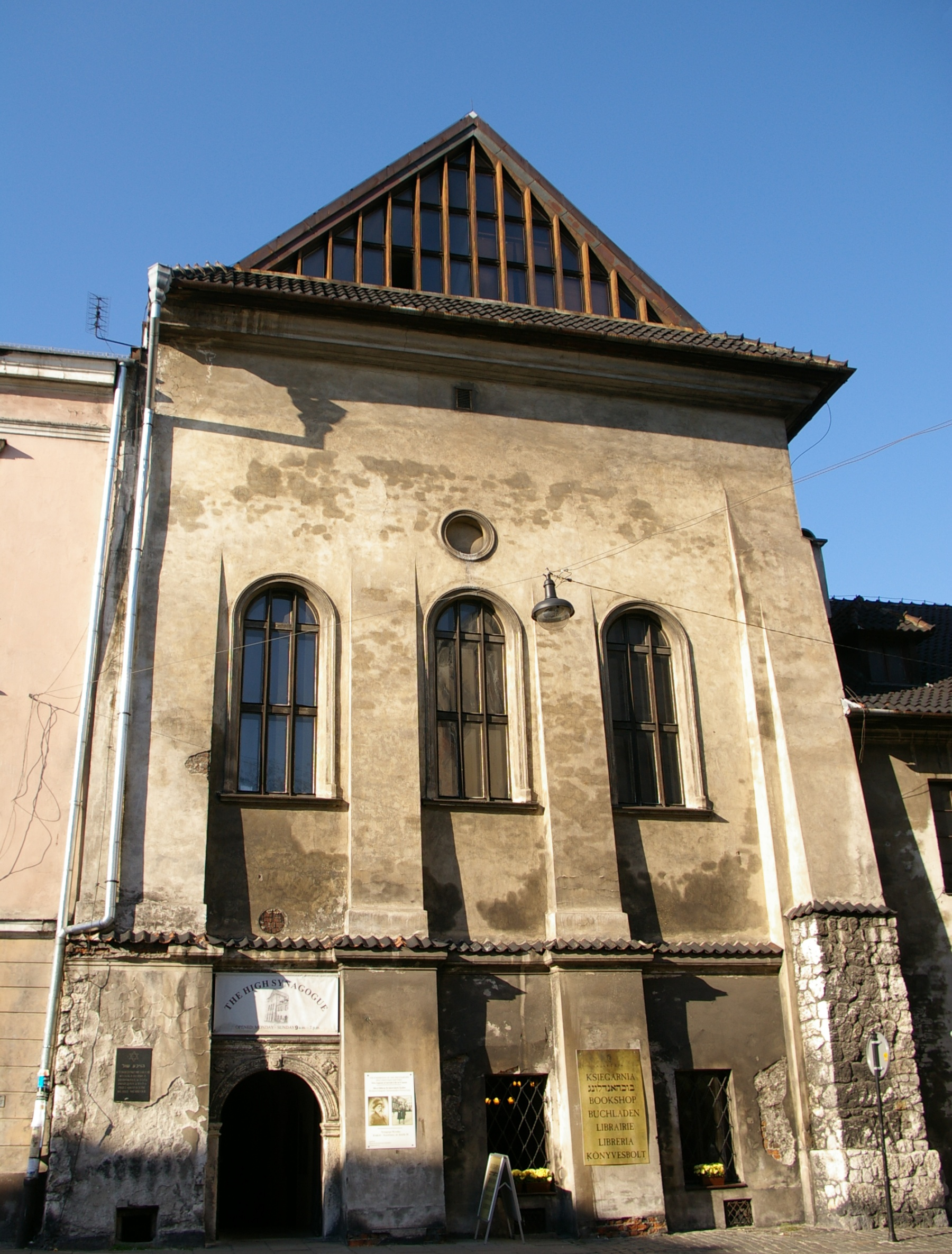

高猶太會堂（High Synagogue）是波蘭克拉科夫的一座16世紀的猶太教正統派的猶太會堂，現已不活躍。這座猶太會堂位於卡齊米日，是克拉科夫最高的猶太會堂。 會堂內牆裝飾有耶路撒冷的景觀。

## 外部連結
- 维基共享资源上的相關多媒體資源：高猶太會堂
- Virtual tour at YouTube.com （页面存档备份，存于）